# Juan Azor
 (novembre 2023).
Si vous disposez d'ouvrages ou d'articles de référence ou si vous connaissez des sites web de qualité traitant du thème abordé ici, merci de compléter l'article en donnant les références utiles à sa vérifiabilité et en les liant à la section « Notes et références ».
Juan Azor, né en 1536 à Lorca et mort le 19 février 1603 à Rome, est un théologien moral jésuite espagnol, un des pères de la casuistique moderne.

## Biographie
Juan Azor commence ses études au collège jésuite de Murcie, puis à Alcalá, avant d'entrer dans la Compagnie de Jésus en 1559. Après un noviciat à Ocaña, il étudie la théologie à Alcalá, où il enseigne ensuite d'abord la philosophie et la théologie. Plus tard, il est nommé recteur du collège de Plasencia, ainsi que du collège d'Ocaña (1573-1578). Après cela, il retourne à Alcalà, où il est successivement professeur et recteur du collège (1578-1579). En 1579, il part pour Rome afin d'enseigner au Collège romain. À la demande du Général Claudio Acquaviva, il commence à y travailler à la Ratio Studiorum de la Compagnie, qui est publié en 1586. Il est également associé à la rédaction des "rationes" postérieures (1591 et 1599). Durant plus de dix ans, il est préfet des études, tout en donnant des cours de théologie scolastique et positive. À la fin de sa vie, il est consulteur et censeur d'œuvres théologiques. Il meurt à Rome et sa tombe se trouve dans l'Église de Saint Ignace qui appartenait au Collège. Azor est surtout retenu comme l'auteur d'Institutiones morales (Rome, 1600-11; Cologne, 1602) qui deviennent rapidement un ouvrage de référence de la méthode casuistique pour la résolution des casuum conscientiae.

## Œuvres
- Institutionum moralium in quibus universae quaestiones ad conscientiae recte aut prave factorum pertinentes, breviter tractantur. Pars prima (Parisiis, 1602) ; Editio postrema caeterarum omnium tersissima, 3 t. (Lugduni, 1610-12) ; Nunc primum in Germania editae, 3 t. (Coloniae Agrippinae, 1613-1618).